# Nejdek (hrad)
Nejdek je zřícenina hradu na ostrožně nad řekou Rolavou ve stejnojmenném městě. Z hradu založeného ve 13. století se dochovala zejména Černá věž, od roku 1964 chráněná jako kulturní památka.

## Historie
První písemná zmínka o hradu se nachází v přídomku Fridricha z Nejdku a pochází roku 1240. Založení hradu v první polovině třináctého století naznačují také dochované architektonické detaily, podle nichž byla čtverhranná věž postavena v pozdně románském slohu. Tomáš Durdík vyslovil hypotézu, že zakladatelem nevelkého hradu byl panovník, který jej nechal postavit k ostraze hranice. Existuje však možnost, že zakladatelem byl přímo Fridrich z Nejdku a nejdecký hrad byl obdobou ministeriálských hradů v oblasti Chebska.
V září 1341 hrad společně s vesnicemi Suchá a Heřmanov (dnes vesnice u Jindřichovic) zdědil po svém otci Konrádu Plikovi jeho syn Petr Plik a přijal je v léno od krále Jana Lucemburského. V držení Pliků zůstal do konce 14. století. V následujících letech se na něm vystřídala řada majitelů (mj. Bušek z Prohoře či Frenclové), než se v roce 1410 dostal do držení chebského purkrabího Hanuše Fortera. Od něho jej ovšem už v roce 1413 odkoupil loketský purkrabí Janek Maleřík. V roce 1419 měnil hrad majitele znovu, když jej odkoupili Mikuláš a Hanuš Frasové spolu s Jindřichem Koppem z Tannberka. V roce 1430 Nejdek prodali Frasové a v roce 1440 i Koppové. Další zmínka pochází z roku 1446, kdy jej od Hanuše Henigara ze Seeberka zakoupil Matyáš Šlik. Ačkoliv podle ujednání s Jiřím z Poděbrad byl Nejdek připojen k loketskému panství, ve skutečnosti zůstal v majetku Šliků až do 17. století.
Po smrti Matyáše v roce 1489 jej zdědil Mikuláš Šlik, držitel sokolovského panství, po něm v roce 1522 Albín Šlik a ten jej roku 1530 prodal Jeronýmu Šlikovi, od něhož Nejdek v roce 1548 přešel na Lorence Šlika. V roce 1602 hrad Štěpán Šlik prodal Bedřichovi Colonovi z Felsu. V této době však hrad již nebyl obýván, neboť majitelé využívali zdejší zámek, a postupně se měnil ve zříceninu. V roce 1623 (podle Augusta Sedláčka až po roce 1632) Nejdek zakoupil Heřman Černín z Chudenic, ale z hradu zbývala už jen Černá věž, která sloužila jako zvonice kostela svatého Martina.

## Stavební podoba
Hrad v Nejdku býval dvoudílný. První oddíl byl od zbytku ostrožny oddělen příkopem. Za druhým příkopem stojí Černá věž a za ní se dochovaly drobné fragmenty obvodového opevnění jádra. Samotná věž je výsledkem složitějšího stavebního vývoje. V první fázi měla tři patra a obdélníkový vstup ve druhém patře. Později došlo k jejímu poškození, po kterém ještě nějakou dobu chátrala a opravena byla až v patnáctém století. Nejvyšší dochované patro pochází až ze šlikovské přestavby na počátku 16. století. Nad ním bývalo další patro vysazené na konzolách. Na povrchu skalního útvaru jsou patrné stopy po menším paláci.